# 게르게라트
게르게라트(Guerguerat)는 서사하라의 모리타니 국경 근처에 있는 취락이다. 모로코 장벽 이북 지역과 모리타니를 잇는 도로가 지난다. 장벽 이남에 있어서 명목상 사하라 아랍 민주 공화국 관할로 여겨지기도 했으며, 모로코 측은 유엔 관할의 중립 완충지대로 해석하였다.
2010년대까지 통행이 제한되지 않은 채로 중립지대로 남아있었다가, 사하라 아랍 민주 공화국이 2020년 검문소를 통제하려고 하자 모로코가 이 마을까지 점령하였다.(서사하라 충돌 (2020년~현재))